# لوبيك

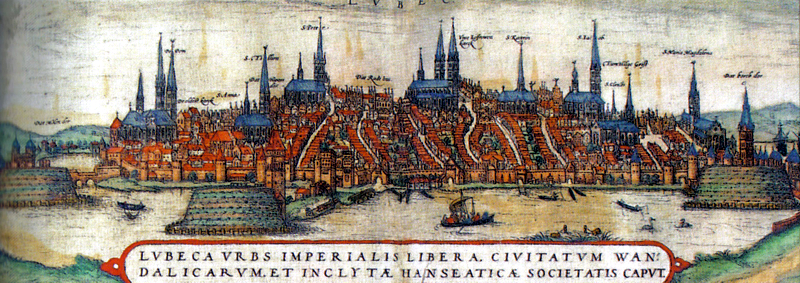
لوبيك في القرن الخامس عشر

لوبيك أو لُوبِك (بالألمانية: Lübeck)‏ مدينة ألمانية تقع بشمال ألمانيا على بحر البلطيق في ولاية شليسفيش هولشتاين. بلغ عدد سكانها في ديسمبر 2005 213,983 نسمة.

## ملكة المدن في «رابطة الهنزة»
للتجارة الدولية تاريخ وثيق وطويل في هذه المدينة العريقة التي انضمت إلى جانب كيل وهامبورغ وبريمِن عام 1358 إلى اتحاد اقتصادي مؤلف من مائة وخمسين مدينة، عرف باسم «رابطة الهنزة». وما أن أعلن عن تشكيل هذا الاتحاد حتى أخذت لوبيك زمام القيادة، فأطلق عليها آنذاك اسم ملكة المدن في «عصبة الهنزة».
هذا الاتحاد الاقتصادي سيطر على التجارة في بحر البلطيق وبحر الشمال لأكثر من قرن ونصف، وبالتالي أصبحت لوبيك من أهم مدن الشمال.

## تاريخ
بزغ اسم لوبيك لقرون عديدة وترددت أصداؤه في مجالات الحرية والقانون والرخاء، حيث كان قانون مدينة لوبيك، الذي كان يمثل آنذاك خطوة تقدمية كبيرة فيما يتعلق بتوحيد القواعد الزراعية والبحرية، مصدراً لوضع ما يزيد عن 100 قاعدة قانونية للمدن المحيطة ببحر البلطيق - وهو الشرط الذي كان أساسياً للانطلاقة الكبيرة للرابطة الهانزية لتكون أكبر قوة تجارية في ذلك الوقت، التي كان مركزها بلا منازع مدينة لوبيك، والتي تعتبر واحدة من أبرز العواصم القديمة للتجارة العالمية. تقدم المدينة القديمة، التي تحيطها المياه، بأبراجها السبعة للكنائس الرئيسية الخمس بها تاريخاً حياً عمره 1000 عام.
كانت عاصمة الرابطة الهانزية فلُقِّبَت بِـ≪ملكة الهنزة≫.
أدرجت المدينة القديمة في لوبيك سنة 1987 على قائمة الإرث الثقافي العالمي لمنظمة اليونسكو، إلى جانب قصرفرساي وأهرامات مصر ومدينة حلب ودمشق القديمتين وسواها من المعالم التاريخية.
وإحقاقاً للحق: فإن معالم الصورة المتفردة لهذه الاتحاد المدني رسمها المخزون الثري من الأبنية الأثرية التي ترجع إلى عصور القوطية والنهضة والباروك والكلاسيكية، بالإضافة إلى الأزقة والطرق والكنائس والأديرة ومنازل علية القوم القديمة والحصون. تضم قائمة أهم الأبنية المعمارية المجموعة المحيطة بمبنى البلدية ودير بورجكلوستر ومنطقة كوبرج - وهو حي تحمل جميع أبنيته عبق أواخر القرن الثالث عشر - وكنيسة يعقوب ومستشفى الروح المقدسة والبناية التي تتوسط شارعي جلوكنجيسر وأجيدين، حيث الحي الذي توجد به منازل النبلاء الراقية بين كنيسة بيتري والكاتدرائية وبوابة هولستن ودار تخزين الملح على ضفة ترافي اليسرى.

## ترافيمونده Travemünde
كانت المدينة التجارية الغنية مرتبطة بالبحر من خلال مدخل حر يؤدي إليه، وفي عام 1329 قامت المدينة بشراء قرية الصيادين الصغيرة بقيمة 1.060 بفينيج، وهو ما كان بمثابة عملية شراء رابحة، الأمر الذي يتضح من واقع القيام بنزهة حرة في مدينة الثغر الخلابة.

## حلوى المارسيبان
قد تجاوزت شهرته حدود المدينة إلى عموم ألمانيا، بل وأبعد من ذلك. الحلوى اللوبكية الشهيرة عبارة عن عجينة اللوز والسكر وماء الورد، يطلق عليها الألمان حلوى الـ«مارسيبان»، وفي بلاد الشام تعرف باسم «المرصبان». هناك الكثير من القصص والأساطير عن أصل هذه الحلوى، تروي إحداها أنه خلال مجاعة حلت بالمدينة ذات يوم، فُقد الطحين ما دفع أصحاب الأفران إلى أن يستعملوا طحين اللوز في صناعة الخبز، ومن أجل تفادي طعمه المر أضافوا له السكر وماء الورد.

## التركيبة السكانية
أكثر من 80 % من سكان المدينة هم ألمان كما يتواجد العديد من الأقليات العرقية كالأتراك والأوروبيين الجنوبية (ومعظمهم من اليونانيين والإيطاليين)، ومن أوروبا الشرقية (مثل البولنديين والروس) ومجموعات صغيرة من العرب.

## أشهر المبدعين من لوبيك ومنهم حاصلون على جائزة نوبل
بالإضافة إلى أهمية مدينة لوبيك القديمة من الناحيتين المعمارية والتجارية، تفخر المدينة بميراثها الأدبي، فهي مسقط رأس أو مقر عدد من الأدباء والمفكرين. هناك في بيت العائلة اللوبيكية الأرستقراطية «بودنبروك»، ولد الروائي الألماني الشهير توماس مان عام 1875 وكتب فيه فيما بعد رائعته التي تحمل اسم «السقوط البطيء لعائلة البودنبروك». هذه الرواية التي تدور أجزاء كبيرة من أحداثها في هذا البيت، قادت توماس مان إلى الفوز بجائزة نوبل للأدب سنة 1929.
ومثل توماس أخوه هاينريش مان، الذي ولد في البيت المشيد عام 1758، والذي يكتشفه الزائر من الوهلة الأولى، لدى تجواله في المدينة الأثرية بين البيوت القديمة المبنية من الطوب الأحمر، وهو يستقطب اليوم عددا كبيرا من السياح، خاصة بعدما تحول إلى متحف يخلد ذكرى الأخوين وأعمالهما الأدبية.
إذا سار المرء بضعة دقائق على الأقدام انطلاقا من مسقط رأس توماس مان، فسيجد نفسه أمام بيت آخر، بيت الكاتب الألماني الشهير غونتر غراس. الروائي والشاعر والفنان التشكيلي الذي ولد عام 1927 في مدينة دانتسيغ البولندية وجاء إلى لوبيك وهو طفل مع عائلته. وبعدما اشتهرت روايته الأولى «الطبل الصفيح» وتحولت إلى فيلم سينمائي ناجح، توالت رواياته القيمة واستحق جائزة نوبل للآداب سنة 1999. غراس ما زال يعيش اليوم بالقرب من لوبيك، أما بيت العائلة في المدينة القديمة، والذي ترعرع فيه الكاتب، فقد تحول إلى معرض دائم لرسوماته ومنحوتاته وأعماله الأدبية.
وبالقرب من بيت غراس يقع بيت المستشار الألماني السابق فيلي براندت الذي حصل عام 1971 على جائزة نوبل للسلام تكريماً له على سياسته السلمية الحكيمة والمنفتحة تجاه دول أوروبا الشرقية آنذاك. هذا البيت الذي ولد به السياسي الاشتراكي صاحب الكاريزما العالمية عام 1913، تحول أيضاً بعد موته إلى معرض دائم يخلد حياته.
ويضاف إليهم الخطاط والرياضياتي أرنولد مولر الذي ولد فيها عام 1581 وتوفي فيها أيضا عام 1655.